# Doué-en-Anjou
Doué-en-Anjou es una comuna nueva francesa situada en el departamento de Maine y Loira, de la región de Países del Loira.

## Historia
Fue creada el 30 de diciembre de 2016, en aplicación de una resolución del prefecto de Maine y Loira de 23 de septiembre de 2016 con la unión de las comunas de Brigné, Concourson-sur-Layon, Doué-la-Fontaine, Forges, Les Verchers-sur-Layon, Meigné, Montfort y Saint-Georges-sur-Layon, pasando a estar el ayuntamiento en la antigua comuna de Doué-la-Fontaine.

## Demografía
| Gráfica de evolución demográfica de Doué-en-Anjou entre 1800 y 2013 |
|                                                                     |

Los datos entre 1800 y 2013 son el resultado de sumar los parciales de las ocho comunas que forman la nueva comuna de Doué-en-Anjou, cuyos datos se han cogido de 1800 a 1999, para las comunas de Brigné, Concourson-sur-Layon, Doué-la-Fontaine, Forges, Les Verchers-sur-Layon, Meigné, Montfort y Saint-Georges-sur-Layon de la página francesa EHESS/Cassini. Los demás datos se han cogido de la página del INSEE.

## Composición
| Comuna delegada         | Código INSEE | Población (2013) | Superficie (km²) | Densidad (hab./km²) |
| ----------------------- | ------------ | ---------------- | ---------------- | ------------------- |
| Brigné                  | 49047        | 430              | 14.63            | 29                  |
| Concourson-sur-Layon    | 49104        | 560              | 18.21            | 31                  |
| Doué-la-Fontaine        | 49125        | 7584             | 35.90            | 211                 |
| Forges                  | 49141        | 287              | 9.01             | 32                  |
| Les Verchers-sur-Layon  | 49365        | 911              | 30.70            | 30                  |
| Meigné                  | 49198        | 383              | 13.19            | 29                  |
| Montfort                | 49207        | 110              | 4.41             | 25                  |
| Saint-Georges-sur-Layon | 49282        | 783              | 22.50            | 35                  |